# Aeugst am Albis
Aeugst am Albis (bis 1976 offiziell und heute im Volksmund  Öigscht genannt) ist eine politische Gemeinde im Bezirk Affoltern (älter: Knonauer Amt, pop. Söiliamt) des Kantons Zürich in der Schweiz.

## Geographie
Aeugst und die dazugehörenden Weiler Aeugstertal, Müliberg, Habersaat und Wengi liegen beinahe kreisförmig um den bewaldeten Aeugsterberg (829 m ü. M.) herum. An diesem vorbei zwängt sich die Reppisch durch das obere Reppischtal nach Birmensdorf. Topografisch ist die Gemeinde zweigeteilt: in das Reppischtal und die südliche Hanglage am Aeugsterberg, die sich bis ins Jonental erstreckt. Entsprechend fliessen die Gewässer der Gemeinde einerseits mit der Reppisch in die Limmat und andererseits mit dem Jonenbach in die Reuss, bis sie sich im Wasserschloss der Schweiz vereinen.

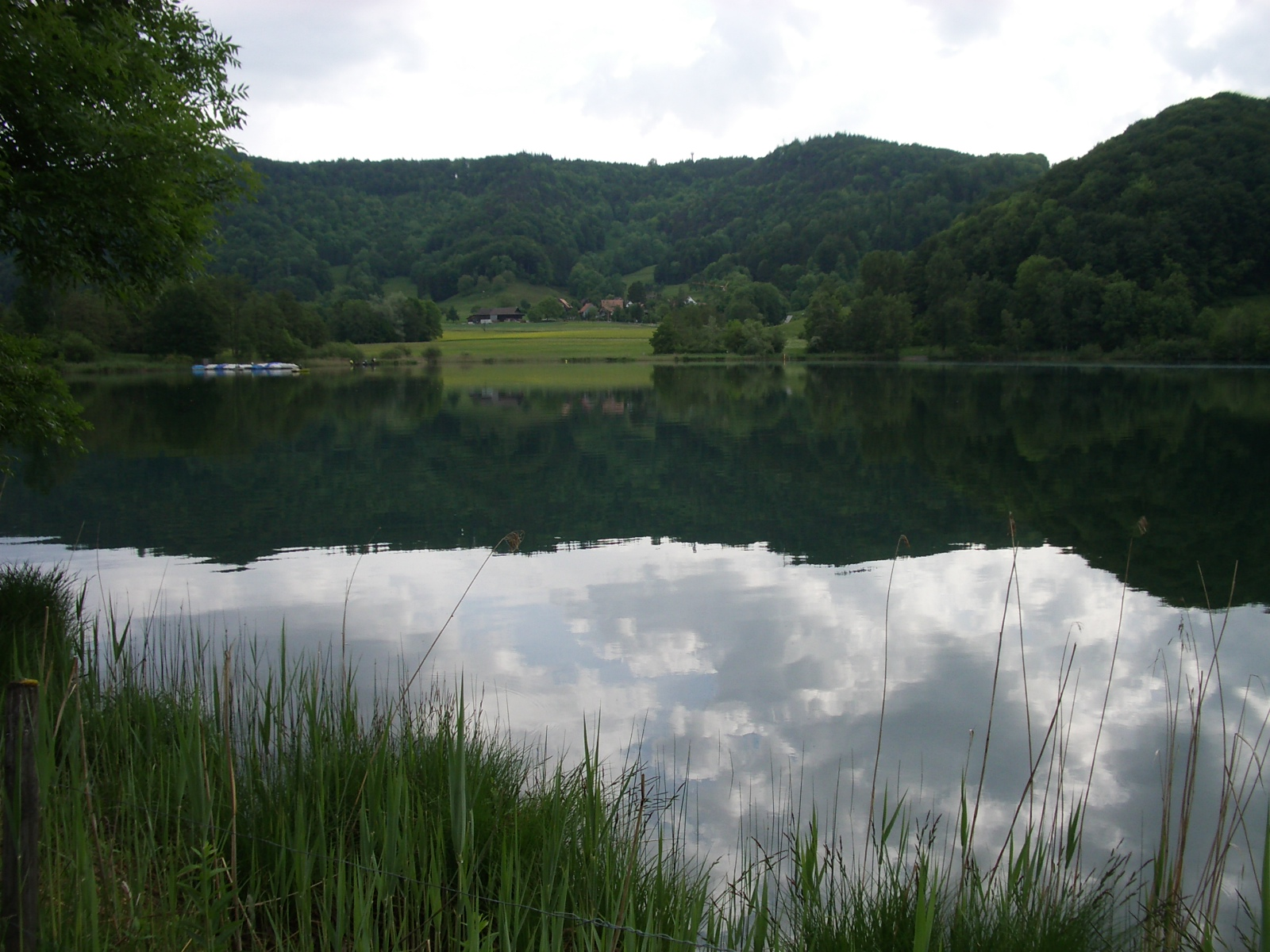
Türlersee mit Weiler Habersaat und Albis

Der Türlersee ist ein bedeutendes Naherholungsgebiet und liegt zum grössten Teil auf dem Gemeindegebiet von Aeugst.
Der tiefste Punkt der Gemeinde ist Wengi im Jonental mit 536 m ü. M., und der höchste liegt auf 885 m ü. M. auf der Krete des Albis.

## Geschichte
Bei archäologischen Sondierungen konnten 1995 Funde von ca. 1000 v. Chr. erstmals eine hallstattzeitliche Siedlungsstelle im Knonauer Amt mit einem Grubenhaus auf dem Steinenstücki am Aeugsterberg belegen. Einige wenige Funde, darunter das Fragment eines Glas-Armringes, datieren in die Latènezeit (450 v. Chr.).
Notgrabungen 2001–2002 brachten neben prähistorischen Funden auch die Kies-Kofferung eines römischen Strässchens zutage, das auf eine römische Besiedlung schliessen lässt. Aufgrund von Keramikfunden im Bereich des Strässchens ist es ins 1. bis 3. Jh. zu datieren.
Erste benannte Siedlung im Gemeindegebiet war Aeugst, damals Ousta, welches 876/887 erstmals fassbar wird. Das heute nicht mehr bestehende Borsikon, das beim heutigen Aeugstertal lag, wird als Porsinchova im Jahr 883 erwähnt. Im Haus Chloster im Aeugstertal befand sich das vor 1500 aufgehobene Beginenklösterchen. Seit dem Jahr 1512 gehört Aeugst zur Vogtei Knonau.

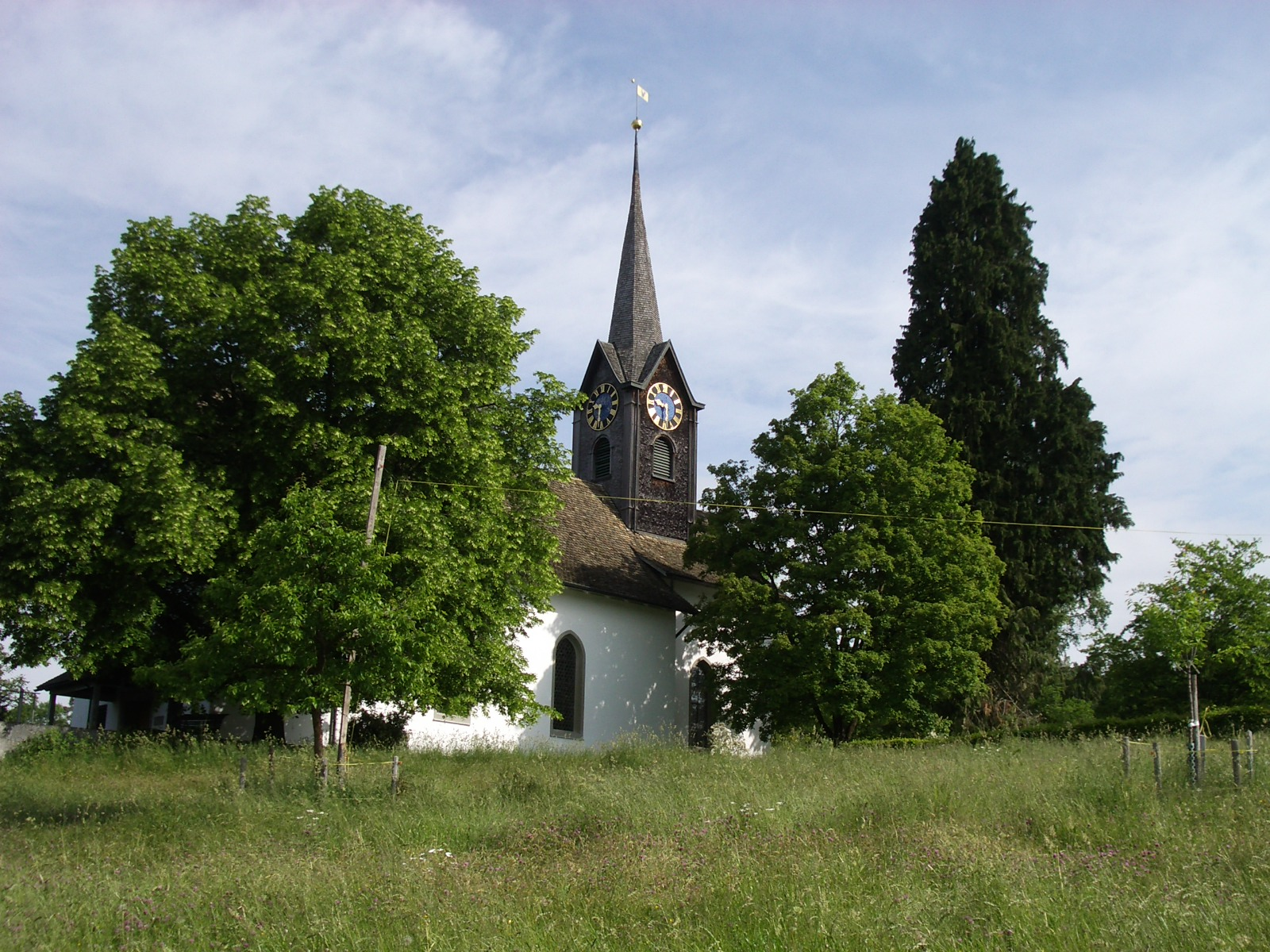
Reformierte Kirche von 1667

Die Aeugster Kirche wurde 1667 erbaut. Es waren auch militärische Argumente, mit denen der Theologe Hansrudolf Wirz die Kantonalregierung von dem Bauvorhaben der Aeugster Kirche überzeugen konnte. Der Standort der Kirche wäre «den Feinden im Notfall eine Schrecknuss», schrieb er nach Zürich. Gemeint waren wohl die katholischen fünf Orte (LU, UR, SZ, UW, ZG), die Konfessionalisierung war noch nicht abgeschlossen.

Historisches Luftbild aus 2000 m von Walter Mittelholzer von 1925

## Wappen
Blasonierung:
In Silber ein kauerndes rotes Eichhörnchen, an einer goldenen Nuss nagend
Ob die scherzhafte Redensart «Mer nänd s vo Händsche wie d Öigschter» einen Bezug zum Eichhörnchen im Wappen hat, ist ungewiss.

## Bevölkerung
| Jahr | Einwohner |
| ---- | --------- |
| 1454 | ca. 50    |
| 1695 | 408       |
| 1800 | 573       |
| 1850 | 647       |
| 1900 | 607       |
| 1950 | 538       |
| 2000 | 1520      |
| 2005 | 1606      |
| 2010 | 1822      |
| 2015 | 1986      |
| 2020 | 1988      |
| 2022 | 1991      |
| 2023 | 1998      |

## Wirtschaft
Neben der Landwirtschaft hatte sich im Aeugstertal vor allem im 19. Jahrhundert etwas Textilindustrie angesiedelt. Im Bergwerk Riedhof im Weiler Aeugstertal wurde vor allem im Zweiten Weltkrieg Kohle abgebaut. Mit der Bedeutung der Wasserkraft als Energiequelle verlor auch der Standort an Anziehungskraft. Heute ist Aeugst eine ländliche Agglomerationsgemeinde von Zürich.

## Politik
Gemeindepräsidentin ist Nadia Hausherr (FDP).
Bei der Nationalratswahl 2019 erreichten die Parteien folgende Wähleranteile:
SVP 30,38 %, FDP 16,42 %, Grüne 15,05 %, glp 14,32 %, SP 11,57 %, EDU 3,43 %, EVP 3,23 %, CVP 2,50 %, BDP 1,26 % und andere (8) 1,84 %.
Die Wähleranteile bei der Nationalratswahl 2023: SVP 34,24 % (+3,86 %), glp 14,51 % (+0,19 %), SP 13,58 % (+2,02 %), FDP 12,73 % (−3,69 %), Grüne 7,90 % (−7,15 %), Die Mitte 5,81 % (+2,05 %), EVP 3,85 % (+0,62 %), EDU 2,34 % (−1,09 %), Aufrecht Zürich 1,85 %, andere (11) 3,18 %.